# Taira no Sadafumi
Taira no Sadafumi o Taira no Sadafun (平貞文?   ¿872? - 13 de noviembre de 923) fue un poeta y cortesano japonés que vivió a mediados de la era Heian. Fue tataranieto del Emperador Kanmu y su padre fue Taira no Yoshikaze, uno de los miembros fundadores del clan Taira. Es considerado como uno de los treinta y seis poetas que están incluidos en la lista antológica Chūko Sanjūrokkasen.

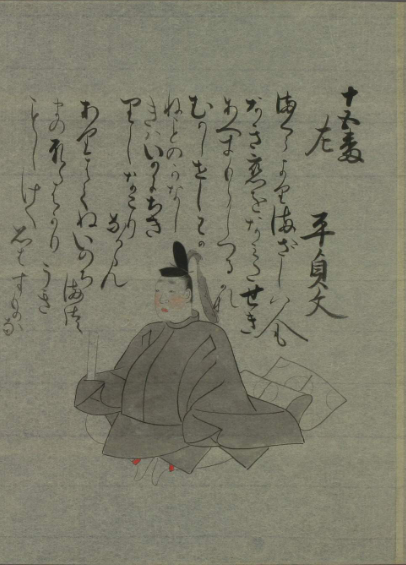
Poemas de diferentes épocas deTaira no Sadafumi.Editados el el Periodo Kamakura

Hacia 874 su padre recibió el apellido Taira, por lo que Sadafumi lo recibió de igual manera. En 891 fue nombrado como Udoneri y en 906 fue promovido a Jugoi. Posteriormente fue nombrado como chambelán y en 922 fue promovido a Shōgoi. Fallecería siendo cortesano al año siguiente, a la edad de 50 años.
Como autor de poesía waka, participó solamente en tres concursos, pero nueve de sus poemas fueron incluidos en la antología imperial Kokin Wakashū. Tuvo relaciones artísticas con otros poetas como Ki no Tsurayuki, Mibu no Tadamine, Ōshikōchi Mitsune, Ariwara no Motokata, entre otros. Por el estilo agradable de sus poemas fue llamado con el apodo de Heichū (平中?) y es considerado como el personaje principal del cuento poético Heichū Monogatari, escrito por un anónimo en la era Heian.
A pesar de que no hizo una compilación personal de sus poemas, 26 de éstos están incluidos en las diferentes antologías imperiales.